# Ilanská kreolizovaná japonština
Ilanská kreolizovaná japonština je kreolský jazyk na bázi japonštiny, kterým se mluví v okrese I-lan na Tchaj-wanu. Vznikl díky kontaktu japonských kolonistů s místním austronéským národem Atajalů. Tento jazyk postupně nahrazuje čínština.

## Přehled
Ilanská kreolizovaná japonština vznikla v 30.–40. letech 20. století za japonské okupace, ovšem identifikován byl až v roce 2006. Vychází z japonštiny, ale byl silně ovlivněn atayalštinou (asi 30 %), místním austronéským jazykem. Pro zápis Ilanské kreolizované japonštiny se používá kunreišiki rómadži.
Počet mluvčích není znám, odhaduje se na 2 000 – 3 000.